# Sequenza Kaskaskia
La sequenza Kaskaskia è una sequenza cratonica che iniziò nel medio Devoniano, raggiungendo il picco massimo all'inizio del Mississippiano e terminando nel medio Mississippiano. Un'importante discordanza la separa dalla precedente sequenza Tippecanoe.
L'unità basilare—cioè la più bassa e più antica—della Kaskaskia è costituita dalle arenarie di quarzo chiaro erose della fascia orogenetica dagli Appalachi ad est, dall'altopiano d'Ozark nel centro del continente, e dallo scudo canadese a sud. Queste arenarie sono seguite da estesi carbonati, sebbene questi siano spesso difficili da distinguere dai precedenti carbonati Tippecanoe. La Kaskaskia è ben nota per i suoi diffusi strati di carbonato e di evaporite, i quali infatti entrano nella composizione della maggior parte delle rocce; il Bacino di Williston in Canada è un superbo esempio di tali depositi di evaporite.
A partire dal tardo Devoniano, gli scisti neri iniziano a predominare nelle rocce, composte di detriti erosi dagli altopiani Acadiani sollevatisi ad ovest; essi indicano anche estese condizioni anossiche su tutti i fondali marini. A partire dal Mississippiano intermedio, tuttavia, la sedimentazione di carbonato nelle acque basse riprende, fino alla regressione finale dei mari epeirogenetici alla fine del periodo.